# Ardisia mamillata
Ardisia mamillata är en viveväxtart som beskrevs av Henry Fletcher Hance. Ardisia mamillata ingår i släktet Ardisia och familjen viveväxter. Inga underarter finns listade i Catalogue of Life.